# Micropselapha
Micropselapha is een geslacht van insecten uit de familie van de drekvliegen (Scathophagidae), die tot de orde tweevleugeligen (Diptera) behoort.

## Soort
- M. filiformis (Zetterstedt, 1846)